# أنخيل لويس رودريغيز
أنخيل لويس رودريغيز (بالإسبانية: Ángel Luis Rodríguez) (15 فبراير 1976 ببنما - ) هو لاعب كرة قدم بنمي في مركز الوسط. شارك مع منتخب بنما لكرة القدم. أما مع النوادي، فقد لعب مع San Francisco F.C. ‏ ونادي سانتانيكوس أسوشيتد وسبورتينغ سان ميغيليتو ونادي ديبورتيفو أراب يونيدو ونادي تاورو ‏.

## وصلات خارجية
- أنخيل لويس رودريغيز على موقع قاعدة بيانات كرة القدم.إي يو (الإنجليزية)
- أنخيل لويس رودريغيز على موقع ناشيونال فوتبول تيمز (الإنجليزية)
- أنخيل لويس رودريغيز على موقع Soccerbase.com (لاعب) (الإنجليزية)
- أنخيل لويس رودريغيز على موقع Soccerway.com (الإنجليزية)
- أنخيل لويس رودريغيز على موقع عالم كرة القدم.نت (الإنجليزية)